# Micromus lorianus
Micromus lorianus är en insektsart som först beskrevs av Navás 1929.  Micromus lorianus ingår i släktet Micromus och familjen florsländor. Inga underarter finns listade i Catalogue of Life.